# 1+9+8+2
1+9+8+2 —en ciertas ediciones titulado simplemente como 1982— es el décimo quinto álbum de estudio de la banda británica de rock Status Quo, publicado en 1982 por Vertigo Records. Además, es la primera producción con el baterista Pete Kircher que entró en reemplazo de John Coghlan, solo semanas antes de iniciar su grabación.
A su vez, con este disco conmemoraron los primeros veinte años desde que Francis Rossi y Alan Lancaster fundaron la banda, aunque con el nombre de The Scorpions. Es por ello que en su título le agregaron signos de adición, cuya suma da precisamente veinte. Asimismo en la parte de abajo de su portada, aparece el número veinte escrito en números romanos.

## Recepción comercial
A pesar de que no recibió críticas favorables por parte de la prensa especializada, logró muy buenos puestos en las listas musicales, especialmente en Europa. Por ejemplo, en el Reino Unido alcanzó el primer lugar en los UK Albums Chart, que lo convierten en el cuarto álbum de la banda en lograr dicha posición en la lista británica. Además, el 26 de mayo del mismo año la British Phonographic Industry lo certificó con disco de oro, tras superar las 100 000 copias vendidas en su propio país.
Por otra parte y para promocionarlo, se publicaron dos canciones como sencillos; «Dear John» puesto a la venta el 19 de marzo y que llegó hasta el décimo puesto de los UK Singles Chart, y «She Don't Fool Me», publicado el 4 de junio y que igual ingresó en la lista británica, pero solo llegó hasta la posición 36.

## Lista de canciones
| N.º | Título                     | Escritor(es)                   | Duración |  |
| 1.  | «She Don't Fool Me»        | Parfitt, Bown                  | 4:36     |  |
| 2.  | «Young Pretender»          | Rossi, Bernie Frost            | 3:34     |  |
| 3.  | «Get Out and Walk»         | Parfitt, Bown                  | 3:13     |  |
| 4.  | «Jealousy»                 | Rossi, Frost                   | 2:55     |  |
| 5.  | «I Love Rock and Roll»     | Lancaster                      | 3:16     |  |
| 6.  | «Resurrection»             | Parfitt, Bown                  | 3:49     |  |
| 7.  | «Dear John»                | John Gustafson, Jackie Maculey | 3:14     |  |
| 8.  | «Doesn't Matter»           | Rossi, Frost                   | 3:41     |  |
| 9.  | «I Want the World to Know» | Lancaster, Keith Lamb          | 3:23     |  |
| 10. | «I Should Have Known»      | Rossi, Frost                   | 3:31     |  |
| 11. | «Big Man»                  | Lancaster, Mick Green          | 3:45     |  |

| Pistas adicionales en remasterización de 2006 |                                                         |                           |          |  |
| N.º                                           | Título                                                  | Escritor(es)              | Duración |  |
| 12.                                           | «Calling the Shots»                                     | Parfitt, Bown             | 4:53     |  |
| 13.                                           | «Hold You Back» (en vivo, tomado de Live at the N.E.C.) | Rossi, Parfitt, Bob Young | 4:40     |  |
| 14.                                           | «Over the Edge» (en vivo, tomado de Live at the N.E.C.) | Lancaster, Lamb           | 4:20     |  |

## Músicos
- Francis Rossi: voz y guitarra líder
- Rick Parfitt: voz y guitarra rítmica
- Alan Lancaster: voz y bajo
- Pete Kircher: batería
- Andy Bown: teclados
- Bernie Frost: coros